# 陕西银河国梁乒乓球俱乐部
陕西银河国梁乒乓球俱乐部是中国陕西省一家已不存在的乒乓球俱乐部，最初由刘国栋创办。俱乐部历史上曾两度获中国乒乓球超级联赛冠军，2008年退出乒超联赛。

## 历史
2000年，刘国栋以其弟刘国梁的名字创办了广东东莞国梁乒乓球俱乐部，是中国首支由个人经营的超级乒乓球俱乐部。同年，俱乐部开始参加2000-2001年中国乒乓球超级联赛。次年，在2001－02年乒超联赛第二阶段开赛前，在国梁俱乐部与威海市环翠区政府协商下，俱乐部落户威海市，成立威海市环翠区国梁乒乓球俱乐部。
2002年，陕西电力银河集团收购威海环翠区国梁俱乐部，组建成立陕西银河国梁乒乓球俱乐部。刘国梁亦于该赛季加盟陕西银河国梁。2005、2006两个赛季，俱乐部两度获得乒超联赛男团冠军。然而在2007赛季开打前，陕西银河便宣布退出乒超联赛。此后厦门万杰隆集团花300万买下了陕西银河，并在得到湖南天山集团支持后，成立天山集团万杰隆俱乐部，出战2007赛季乒超联赛。然而因为陷入资金链困难，万杰隆队在2007赛季后放弃了俱乐部，并将旗下将士转让给了宁波海天俱乐部。

## 球队名称
- 广东东莞国梁乒乓球俱乐部（2000年）
- 威海市环翠区国梁乒乓球俱乐部（2001年）
- 陕西银河国梁乒乓球俱乐部（2002年－2006年）
- 天山集团万杰隆俱乐部（2007年）

## 俱乐部荣誉
- 乒超联赛男团冠军：2次（2005年、2006年）

## 著名球员
曾效力于陕西银河队的著名球员包括刘国梁、阎森、郝帅、丁松、马龙、许昕、刘国正等世界冠军，以及中国香港的梁柱恩、李静、高礼泽、新加坡的杨子等外援。

## 乒超联赛战绩

### 男子
| 赛季    | 名次 | 队员                                   |
| ------- | ---- | -------------------------------------- |
| 2000-01 | 10   | 詹健、吴广、赵鹏、曾佳                 |
| 2002    | 8    | 刘国梁、阎森、梁柱恩、张力子、松下浩二 |
| 2003-04 | 3    | 阎森、郝帅、丁松、李静、李雁、马龙     |
| 2005    | 1    | 马琳、郝帅、黄文冠、高礼泽、宋谦       |
| 2006    | 1    | 马琳、郝帅、高礼泽、杨子、郭涛         |
| 2007    | 8    | 许昕、高礼泽、刘国正、唐鹏             |